# Santa Olaria de Ara
Santa Olaria de Ara es una localidad española del municipio de Fiscal, perteneciente a la provincia de Huesca, en la comunidad autónoma de Aragón. En 2023, la entidad singular de población tenía empadronada una única habitante y el núcleo de población, también una.